# Stictoptera pammeces
Stictoptera pammeces är en fjärilsart som beskrevs av Turner 1920. Stictoptera pammeces ingår i släktet Stictoptera och familjen nattflyn. Inga underarter finns listade i Catalogue of Life.